# Mo Brooks
Morris Jackson "Mo" Brooks Jr. (Charleston, 29 de abril de 1954) es un abogado y político estadounidense que se desempeñó como miembro de la Cámara de Representantes para el 5.º distrito congresional de Alabama desde 2011 hasta 2023. Su distrito tenía su sede en Huntsville y se extendía por el quinto norte del estado. Brooks es miembro del Partido Republicano.
El 22 de marzo de 2021, Brooks anunció su candidatura para el escaño en el Senado de los Estados Unidos que Richard Shelby dejaría vacante en 2022. Su candidatura fue respaldada por el expresidente Donald Trump, pero Trump rescindió su respaldo en marzo de 2022. A pesar de ello, Brooks se posicionó en el segundo lugar de las primarias republicanas con el 29 % de los votos, por lo que pasó a una segunda vuelta junto a Katie Britt; pero fue derrotado.